# Imperio afsárida
El Imperio afsárida (en persa: ایران افشاری‎) fue un imperio iraní establecido por la tribu turcomana Afshar en la provincia de Jorasán, en el noreste de Irán, estableciendo la dinastía afsárida que gobernaría Irán a mediados del siglo XVIII. El fundador de la dinastía, Nader Shah, fue un exitoso comandante militar que depuso al último miembro de la dinastía safavida en 1736 y se proclamó Sah.
Durante el reinado de Nader, Irán alcanzó su mayor extensión desde el Imperio sasánida. En su apogeo controló los actuales Irán, Armenia, Georgia, Azerbaiyán, Afganistán, Baréin, Turkmenistán y Uzbekistán, y partes de Irak, Pakistán, Turquía, Emiratos Árabes Unidos, Omán y el Cáucaso Norte (Daguestán). Después de su muerte, la mayor parte de su imperio se dividió entre los zands, durrani, georgianos y kanatos caucásicos, mientras que el gobierno afsárida se limitó a un pequeño estado local en Jorasán. Finalmente, la dinastía afsárida fue derrocada por Aga Muhammad Khan en 1796, quien establecería un nuevo imperio iraní nativo y restauraría la soberanía iraní sobre varias de las regiones mencionadas.

## Nader Sah (1736-1747)
La dinastía comenzó con Nader Shah, que se proclamó shah en 1736 derrocando a Tahmasp II. Inmediatamente emprendió la guerra contra los pastunes de Afganistán, conquistando Kandahar. En 1738 invadió la India, masacrando a la mayoría de la población de Delhi y consiguiendo un gran botín, que incluía el legendario trono del Pavo real y el diamante Koh-i-Noor. Las riquezas saqueadas fueron tantas que Nader suspendió el cobro de impuestos durante tres años. También conquistó Transoxiana, y la ribera sur del Oxus.
Trasladó la capital a Mashhad y favoreció a los sunitas a expensas de los chiitas para reconciliarse con los afganos. 
Fue un rey despótico al que asesinaron en 1747, y tras su muerte los abdalíes de Herat y los guilzais de Kandahar se proclamaron independientes bajo el sah Ahmad Durrani.

## Adel Sah (1747-1779)
Durante los siguientes 50 años hubo una lucha continua entre los descendientes de Nader, los zand y los kayar.
En 1747 se proclamó sah su nieto Adil, que arrebató Basora al Imperio otomano en 1775, dominando Irán, la cuenca del Shatt al-Arab, Baréin y las islas del sur del golfo Pérsico.
A su muerte en 1779 se reiniciaron las disputas dinásticas.

## Los afsáridas en Jorasán (1748-1795)
Shahroj Mirza Afshar era nieto de Nader Sah y de Hossein Sah, y tras el asesinato de su tío Ibrahim Jan en 1748, alcanzó el trono. Durante mucho del tiempo Shahroj permaneció de forma nominal en el trono de Mashhad, pero, cegado y encarcelado intermitentemente, no ejercitó ningún poder eficaz.
En 1795 su gobierno se limitaba a Mashhad y la zona norte del Jorasán, y Aqa Mohammad Jan Qajar le arrebató el trono y le deportó a Teherán con su familia, muriendo durante el camino y dando paso a la dinastía kayar.